# Canonica di San Michele
La Canonica di San Michele è un edificio religioso situato a Rencine, nel comune di Castellina in Chianti, in provincia di Siena ed è posta sul versante prospiciente alla Valdelsa.

## Storia
La chiesa apparteneva alla diocesi di Fiesole fin dall'XI secolo ed era compresa nel piviere di San Leonino in Conio. A causa della notevole distanza dalla pieve di Conio fin dal giugno 1178 è attestata la presenza di una comunità di canonici. Posta in territorio fiorentino, come il vicino castello, lungo il confine tra Siena e Firenze fu sempre al centro di contese militari. I senesi controllavano la Badia a Isola e con l'abate di quest'ultima si ebbero molte tensioni fino a una vertenza che si tenne il 19 agosto 1204. Da quella vertenza si evince che il priore di Rencine, in quel 1204 è nominato un tale Vivolo, possedesse numerose terre e anche un mulino che garantivano un tenore di vita elevato. La prosperità economica era elevata anche verso la fine del secolo quando per le decime del 1275 paga 7 lire e 10 soldi, nel 1276 10 lire, ma a cavallo con il XIV secolo le cose peggiorarono tanto che nel 1296 paga 2 lire e 10 soldi e nel 1302 5 lire.
Nel XVI secolo divenne parte della nuova diocesi di Colle Val d'Elsa.
Gli abitanti della parrocchia fino al XIX secolo furono sempre circa 200 e all'epoca di Emanuele Repetti la chiesa era stata elevata a pieve anche se di patronato regio e da lei dipendeva la chiesa di San Pietro a Cagnano.

## Descrizione
L'edificio della Canonica è costituito da una semplice aula rettangolare conclusa con una scarsella rettangolare e con copertura lignea. Questa configurazione le è stata data dopo un crollo avvenuto probabilmente nel XII secolo, crollo che distrusse completamente la parte sinistra e lesionò gravemente anche le altre pareti.

### Facciata
Il maggior pregio artistico si riscontra nella facciata che risale alla primissima fase romanica. La facciata attuale si presenta nell'aspetto conferitole dopo il crollo medievale ed è di dimensioni più ampie rispetto all'originale.
La facciata è costituita da tre ordini sovrapposti e tra loro asimmetrici. Il primo ordine è quello più in basso e comprende il portale con arco a tutto sesto, privo di lunetta, questa parte corrisponde alla facciata originale; il secondo ordine è costituito da una galleria cieca ad archetti pensili sostenuti da mensole e semicolonne che sono concluse da capitelli ungulati, lo stile di questa parte della facciata si rifà alla vicina Badia Isola e risale alla seconda metà del XII secolo; il terzo ordine era aperto da una feritoia a forma di clessidra posta in asse con la seconda colonna si sinistra, la feritoia oggi è chiusa. Con il rifacimento della facciata si è corretta la evidente asimmetria originaria tanto che oggi la parte destra della galleria si trova al centro della struttura.
Nella parete sulla destra, ora occupata quasi per intero dalla successiva cappella della compagnia, si apriva una monofora a doppia strombature e il portale di accesso alla canonica. Nella tribuna si vedono le tracce di un'antica abside semicircolare, che doveva far parte della chiesa originaria, tale abside venne, in epoca imprecisata, sostituita da una scarsella che a sua volta venne abbassata e chiusa. La parete esterna di destra presenta un paramento murario a sasso scapezzato e vi sono due aperture costituite da monofore centinate di epoca gotica.

### Interno
L'interno della chiesa attualmente è intonacato e non presenta nessun elemento significativo.